# قلعه کاظم
قلعه کاظم روستایی است از توابع شهرستان بروجرد در استان لرستان. این روستا در دهستان اشترینان در بخش اشترینان این شهرستان قرار دارد. قلعه کاظم درحد فاصل روستاهای کمره بالا و کوشکی پایین قرار دارد. دسترسی به این روستا از طریق جاده‌ای در انتهای بلوار ارتش امکان‌پذیر است. حمام خزینه‌ایی و تاریخی آن بسیار زیبا و تا سال ۱۳۸۸دایر بوده است ولی بعد از سهمیه‌بندی گازوییل و گران شدن آن استفاده نشده و در حال تخریب میباشد. سایر اماکن تاریخی آن شامل تپه پاچقا بوده که قدمتی بسیار قدیمی و طی بررسی‌های انجام شده حدود ۲۰۰۰سال یا بیشتر قدمت دارد. اکثر ساکنین آن با نام خانوادگی خسروی بوده و سایر فامیلی‌های موجود گودرزی، دارابی و کاظمی میباشند. ارتفاع این روستا از سطح دریا بیش از ۲۰۰۰ متر بوده و اختلاف دمایی آن نسبت به شهر بروجرد بین ۵ تا ۱۰ درجه است که در تابستان دارای هوایی بسیار مطبوع و در زمستان‌ها بسیار سرد می باشد. اسامی شهدای جنگ تحمیلی این روستا شامل: شهید امراله خسروی، شهید محمود خسروی، شهید احمد خسروی و شهید حسین خسروی هستند. این روستا دارای آب، برق و جاده آسفالته و جدیداً سیستم گازکشی این روستا به همت مسئولان عزیز شهر بروجرد راه اندازی شده است . شغل مردم این روستا کشاورزی و دامپروری بوده که عمده محصولات آن انگور، گردو، بادام میباشد که انگور یاقوتی آن بسیار خوشمزه و مرغوب است.

## جمعیت
بنابر سرشماری مرکز آمار ایران، جمعیت قلعه کاظم در سال ۱۳۹۵ برابر با ۵۶ نفر بوده‌است که از این میان ۲۵ نفر مرد و بقیه زن بوده‌اند. این روستا ۱۸ خانوار دارد.